# Zostérops alticole
Espèce
Statut de conservation UICN

 LC  : Préoccupation mineure
Le Zosterops alticole (Zosterops poliogastrus) est une espèce d'oiseaux de la famille des Zosteropidae. Occupant principalement les hauteurs de l'Éthiopie, il reste relativement mal connu ; il regroupait anciennement plusieurs autres populations de zostérops vivant en altitude, qui sont maintenant reconnues comme des espèces à part.

## Dénomination
Le nom Zostérops est issu du grec ζωστήρ (zoster) signifiant « ceinture » et ὤψ (ops) signifiant « œil », en référence au cercle blanc  qui entoure ses yeux. Le qualificatif « alticole » se réfère au fait qu'il vit plutôt en altitude tandis que l'épithète poliogastrus vient du grec πολιός (poliós), «gris », et γαστήρ (gastếr), «ventre ».

## Description
Le Zostérops alticole mesure entre 11 et 12 cm. Il possède un front jaune qui surplombe le cercle oculaire blanc caractéristique des zostérops, qui est particulièrement large ; son dos est plutôt vert moutarde, avec des teintes jaunâtres selon la région, et ses dessous sont gris. Sa gorge est jaune, son bec est noir et ses pattes sont grises. La femelle est identique au mâle, ou peut-être légèrement plus colorée.

## Répartition et habitat

### Répartition
Le Zostérops alticole vit principalement dans l'ouest de l'Éthiopie (jusqu'à Harar à l'est) et en Érythrée ; on peut également le retrouver dans une petite partie du Soudan du Sud et sur le mont Kulal au Kenya.

### Habitat
On le trouve typiquement dans les forêts et leurs lisières ; il s'adapte également aux jardins et aux cultures. Il vit pluôt dans les hauts plateaux, typiquement à partir de 1 350 m d'altitude ; on peut le retrouver jusqu'à 3 600 m d'altitude.

## Écologie et comportement

### Alimentation
Le Zostérops alticole se nourrit principalement de baies et d'insectes ; il peut également consommer du nectar. Il se nourrit typiquement en bandes pouvant atteindre la trentaine d'individus,.

### Reproduction
On en sait relativement peu sur sa reproduction ; elle aurait lieu entre avril et janvier.

## Systématique
Le Zostérops alticole a été décrit pour la première fois par Theodor von Heuglin en 1861, sous le nom Zosterops poliogastra.
Il est actuellement divisé en 3 sous-espèces dans la classification de référence du Congrès ornithologique international (16 avril 2024):
- Z. p. poliogastrus Heuglin, 1861 : La sous-espèce nominale. Occupe l'Érythrée, le nord, centre et est de l'Éthiopie et possiblement dans le sud-est du Soudan. Possède des dessous gris.
- Z. p. kulalensis Williams, 1948 : Vit sur le mont Kulal dans le nord du Kenya. Globalement plus grand, possède des dessous plutôt gris[4].
- Z. p. kaffensis Neumann, 1902 : Vit dans l'ouest et le sud-ouest de l'Éthiopie. Possède des dessous jaunes[6].

Le Zostérops alticole regroupait anciennement d'autres populations de zostérops ; des études phylogénétiques ont depuis élevé au rang d'espèce le Zostérops du Kikuyu, le Zostérops du Mbulu, le Zostérops du Kilimandjaro, le Zostérops des Pare et le Zostérops des Teita. La divergence entre ces populations serait essentiellement due au fait qu'elles vivent uniquement en altitude, ce qui crée naturellement des barrières naturelles entre les différentes montagnes où elles vivent. kulalensis est conservé comme une sous-espèce de poliogastrus (dont il est très proche), bien que son statut ne soit pas encore totalement clair,,.

## Le Zostérops alticole et l'humain

### Conservation
Le Zostérops alticole est considéré comme une « préoccupation mineure » par l'UICN (18 avril 2024), en raison de sa large aire de répartition, bien que sa population soit mal connue.